# Општина Салчиле (Прахова)
Салчиле (рум. Sălciile) општина је у Румунији у округу Прахова.
Oпштина се налази на надморској висини од 70 m.